# Smålandshavet nord for Lolland
Smålandshavet nord for Lolland este o arie protejată (arie de protecție specială avifaunistică — SPA) din Danemarca întinsă pe o suprafață de 41.640 ha, din care 94 % marine.

## Localizare
Centrul sitului Smålandshavet nord for Lolland este situat la coordonatele 54°55′02″N 11°31′50″E / 54.917222°N 11.530556°E.

## Înființare
Situl Smålandshavet nord for Lolland a fost declarat arie de protecție specială avifaunistică în mai 1983 pentru a proteja 19 specii de animale.

## Biodiversitate
Situată în ecoregiunile continentală și marină baltică, aria protejată nu include niciun habitat protejat.
La baza desemnării sitului se află mai multe specii protejate de  păsări (19): gâscă cenușie (Anser anser), ciuf de câmp (Asio flammeus), rața moțată (Aythya fuligula), Bucephala clangula, erete de stuf (Circus aeruginosus), erete vânăt (Circus cyaneus), lebădă de iarnă (Cygnus cygnus), lebădă de vară (Cygnus olor), lișiță (Fulica atra), codalb (Haliaeetus albicilla), ferestrașul mare (Mergus merganser), Mergus serrator, cormoran mare (Phalacrocorax carbo), bătăuș (Philomachus pugnax), ploier auriu (Pluvialis apricaria), ciocântors (Recurvirostra avosetta), chiră mică (Sterna albifrons), chiră de baltă (Sterna hirundo), Sterna paradisaea.